# Petit koudou
 (janvier 2018).
Si vous disposez d'ouvrages ou d'articles de référence ou si vous connaissez des sites web de qualité traitant du thème abordé ici, merci de compléter l'article en donnant les références utiles à sa vérifiabilité et en les liant à la section « Notes et références ».
Tragelaphus imberbis
Ne doit pas être confondu avec Grand koudou.
Espèce
Statut de conservation UICN

 NT  : Quasi menacé
Le Petit koudou (Tragelaphus imberbis) est une espèce d'antilope qui se rencontre en Afrique de l'Est et peut-être dans le sud de la péninsule Arabique.

## Description
Le petit koudou est une antilope de taille moyenne, très élancée, fine et haute sur pattes, mais plus petite que son cousin le Grand koudou et elle ne dispose pas de barbe sous le cou. Le chevron blanc est incomplet entre les yeux, seul le mâle porte des cornes en spirale atteignant 60 à 90 cm.
Le petit koudou possède 11 à 15 rayures blanches sur un pelage lisse et ras de couleur fauve roux chez la femelle, et un pelage grisâtre chez le mâle.
Des points clairs parsèment le cou et deux taches blanches y sont visibles.
La longueur du corps varie entre 110 et 140 cm, la queue mesure de 25 à 40 cm, une hauteur au garrot qui va de 90 à 110 cm selon les individus, les mâles étant plus grands que les femelles. Leur poids varie de 60 à 90 kilos (70 kg en moyenne) pour les mâles, contre 50 à 70 kg (60 kg en moyenne) pour les femelles. Le petit koudou est actif de jour comme de nuit.

## Distribution
Les petits koudous vivent dans une grande aire de répartition situé à l'Est de l’Afrique. Elle commence en Éthiopie et en Somalie puis descend jusqu’à la Tanzanie en passant par le Soudan, l'Est de l’Ouganda et le Kenya.

## Habitat
Le petit koudou aime les acacias, les brousses denses des zones semi-arides. Les petits koudous ne possèdent pas de territoire, mais un domaine vital d'environ 200 hectares.
Il se mélange de temps en temps avec les impalas, une antilope de taille et d'habitat similaire.

## Alimentation
Les petits koudous sont des herbivores phytophages et opportunistes. Ils se nourrissent de feuillages, pousses, bourgeons, tubercules, fruits, racines et un peu d'herbes. Il boit régulièrement, mais peut se passer d'eau pendant de longues périodes. Dans le parc national de Tsavo en Afrique de l'est, les petits koudous consomment 118 espèces différentes de plantes.

## Reproduction
Les petits koudous vivent en familles (mâle, femelles et jeunes) ou en petits groupes de femelles (2 à 4) et leurs jeunes uniquement. Les mâles forment des groupes de célibataires ou vivent parfois solitaires. La gestation dure environ 7 mois, il y a un petit par portée, la maturité sexuelle intervient entre 18 et 24 mois.

## Prédation

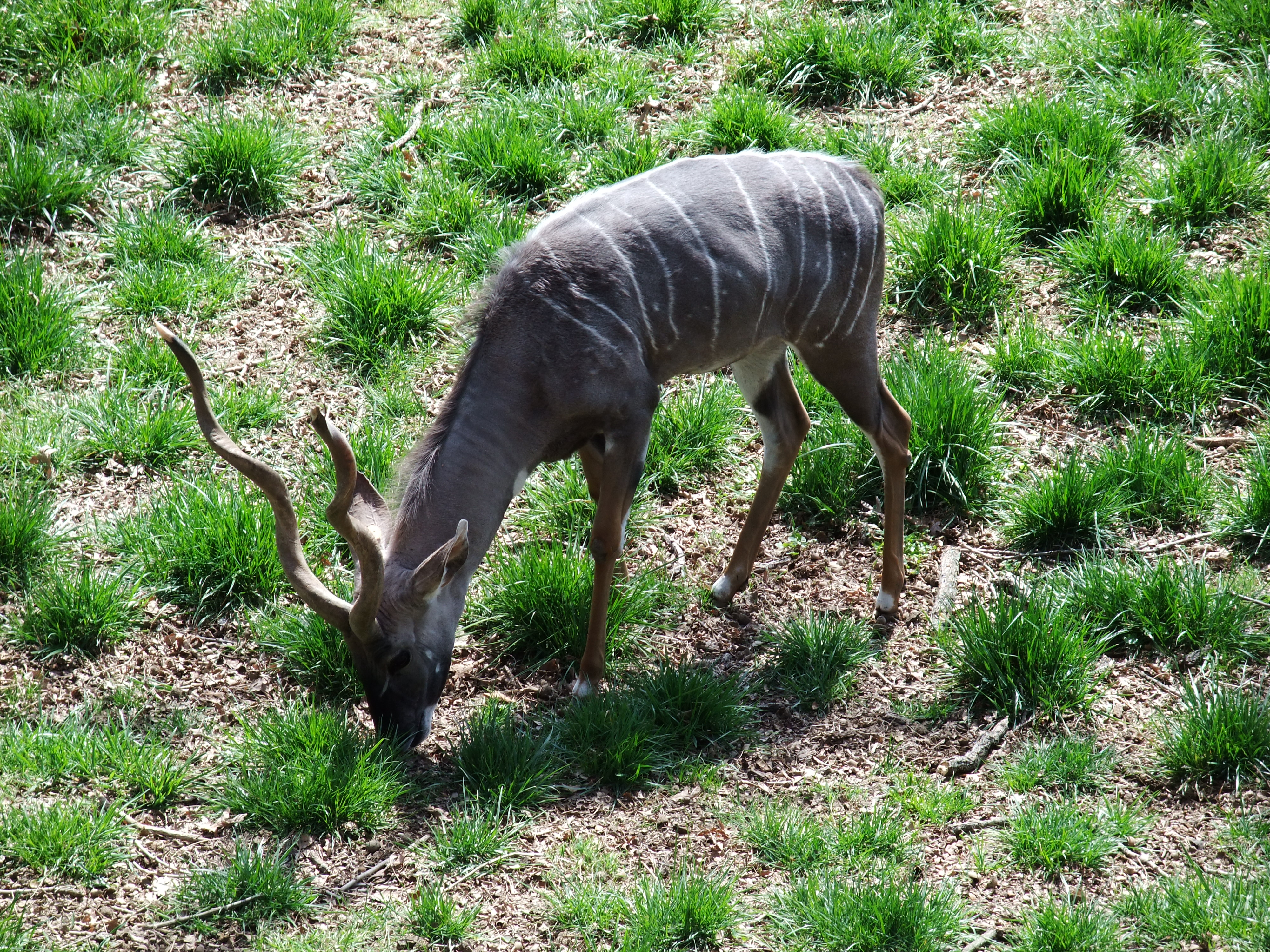
Petit koudou mâle

Léopards, guépards, lycaons, lions ensuite les babouins et les pythons s'attaquent aux jeunes.
Vigilant, dotée d'une bonne vue diurne, d'un bon odorat et d'une ouïe très fine. Le petit koudou est un coureur très rapide qui peut atteindre 70 à 80 km/h en course. Il peut bondir jusqu'à 2 mètres de hauteur et jusqu'à 6 à 7 mètres en longueur. Il est plus rapide que le Nyala ou le Grand Koudou de la même famille que lui, qui courent à 50 km/h, lui atteint les 80 km/h à la course.

## Statut/population
Vulnérable. Il ne reste plus que 118 000 petits koudous dans la nature.

## Longévité
Le petit koudou peut vivre jusqu'à 17 ans.

## Photographie

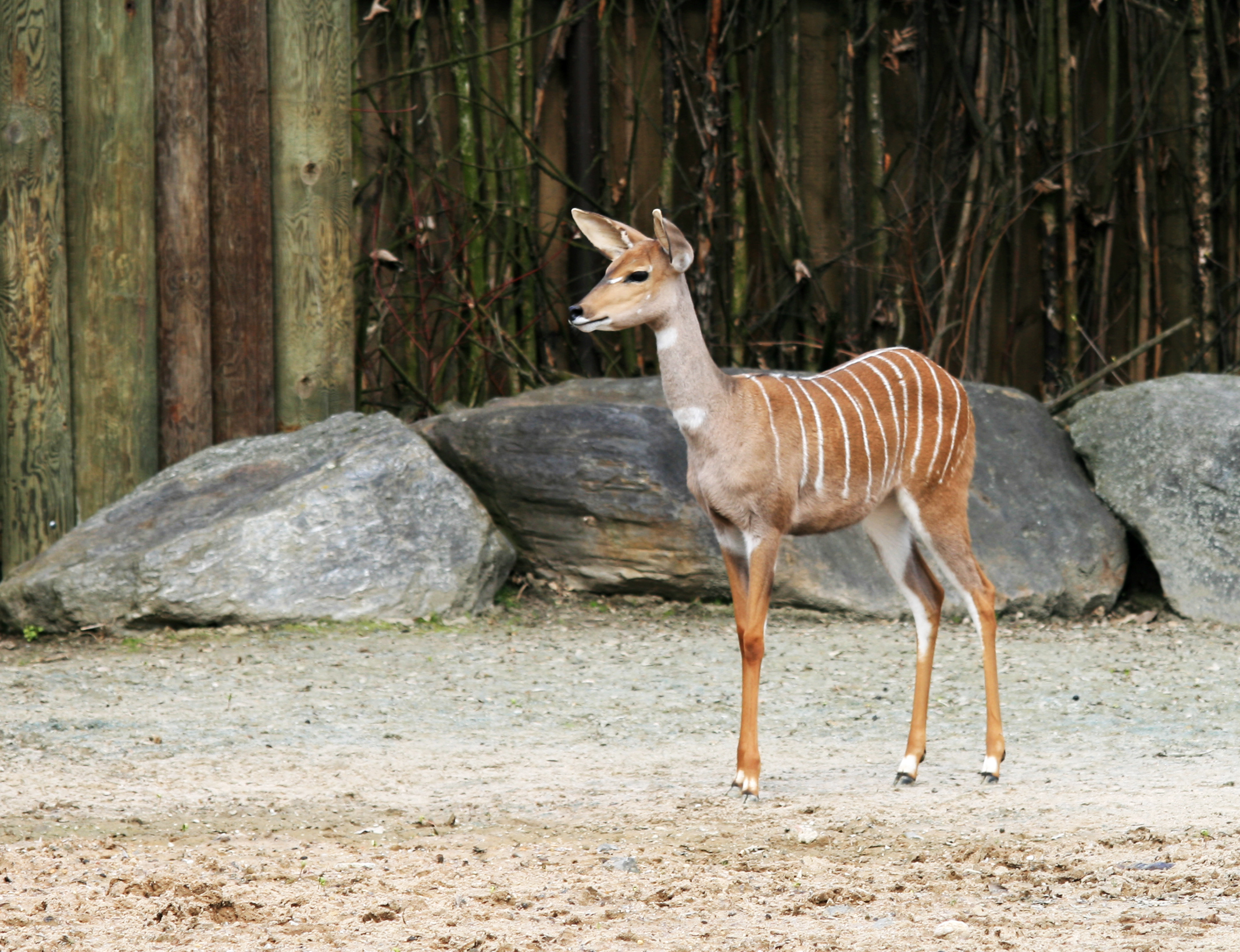
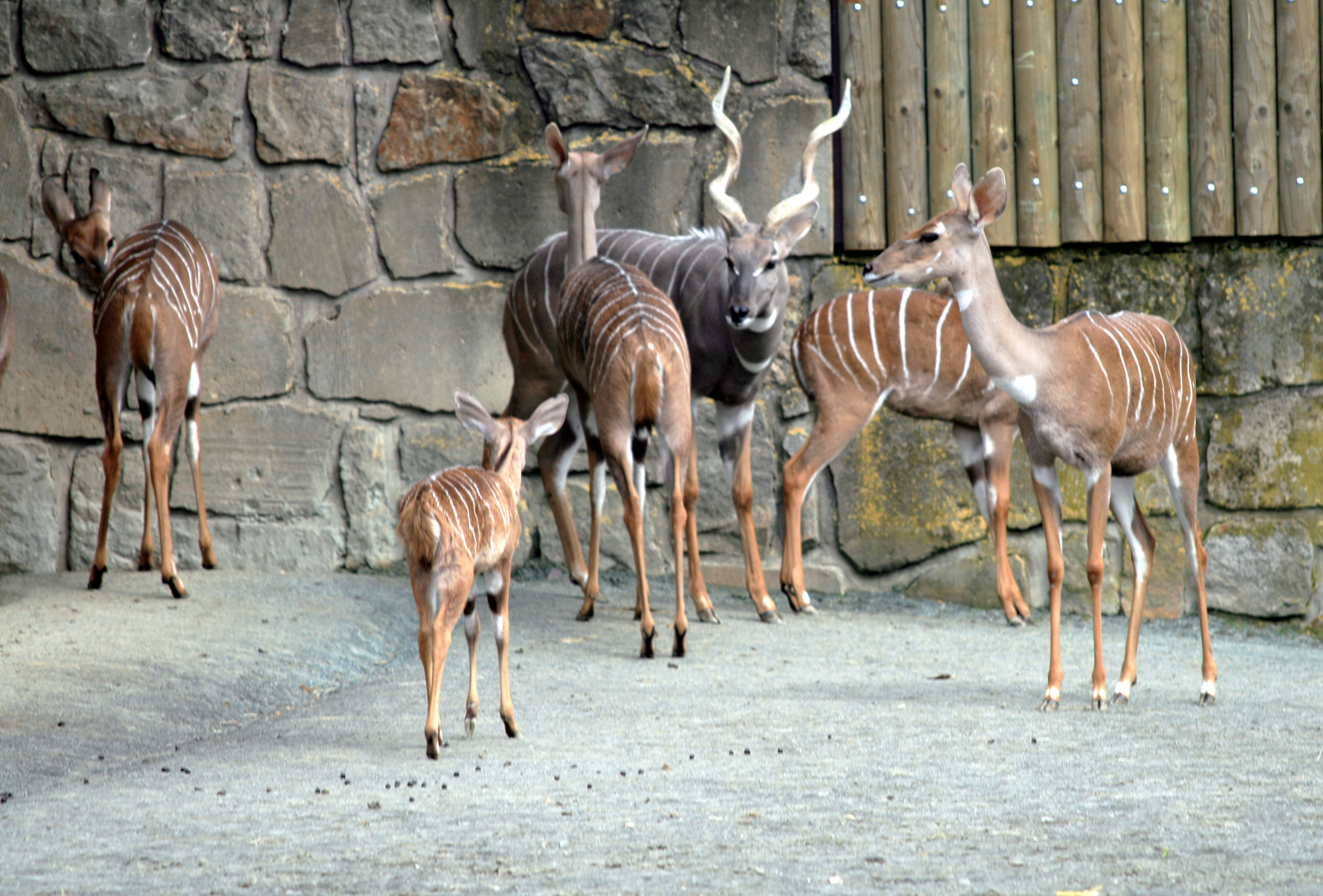
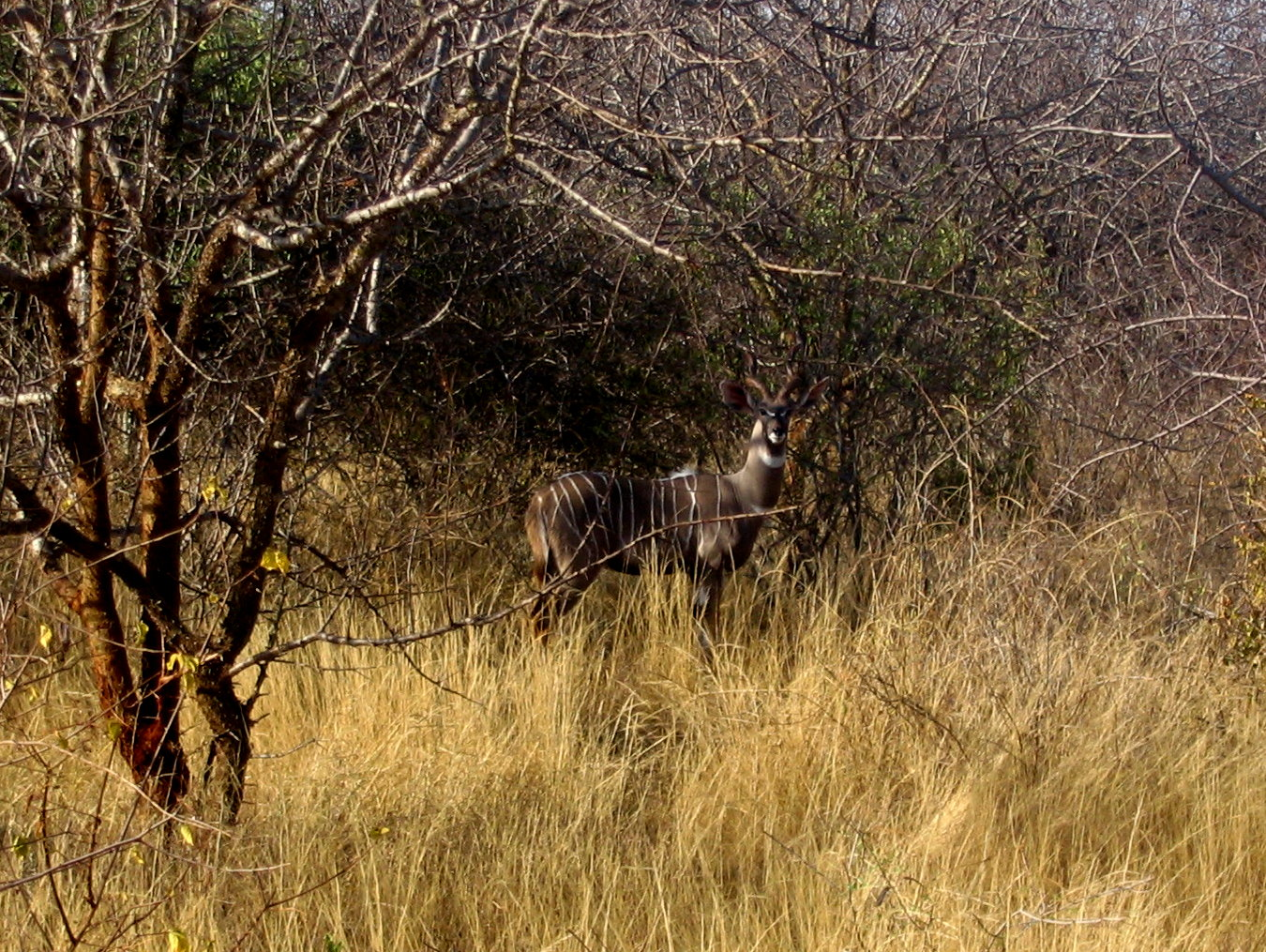
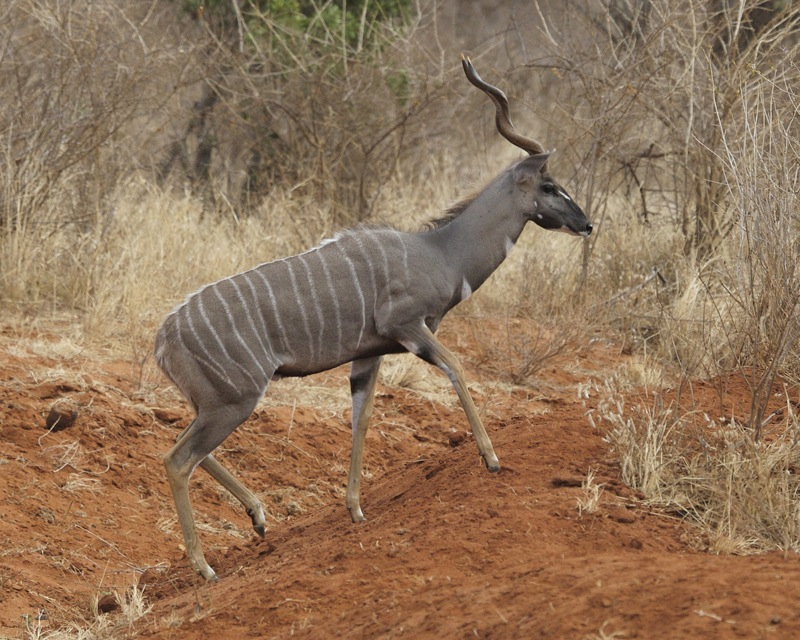
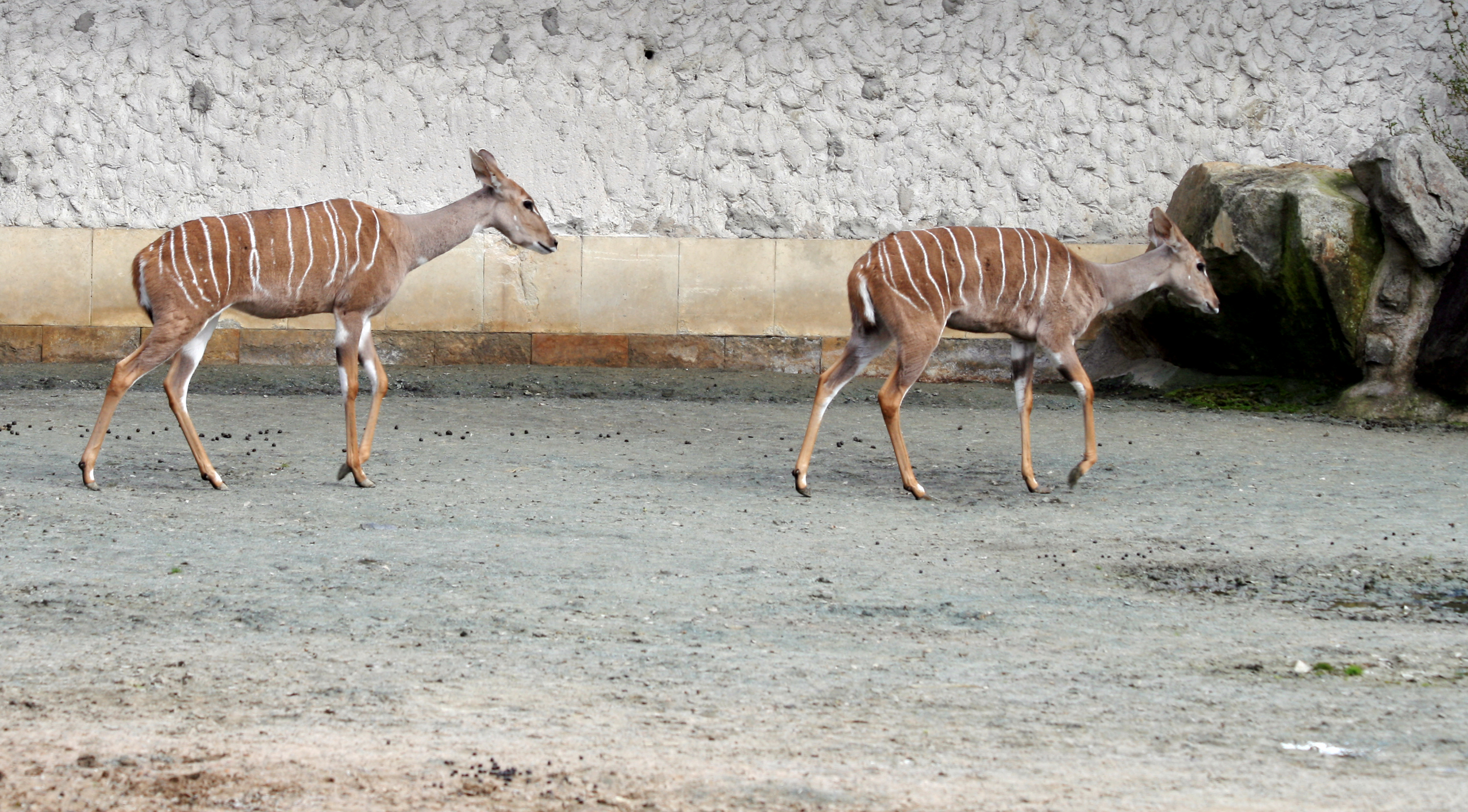
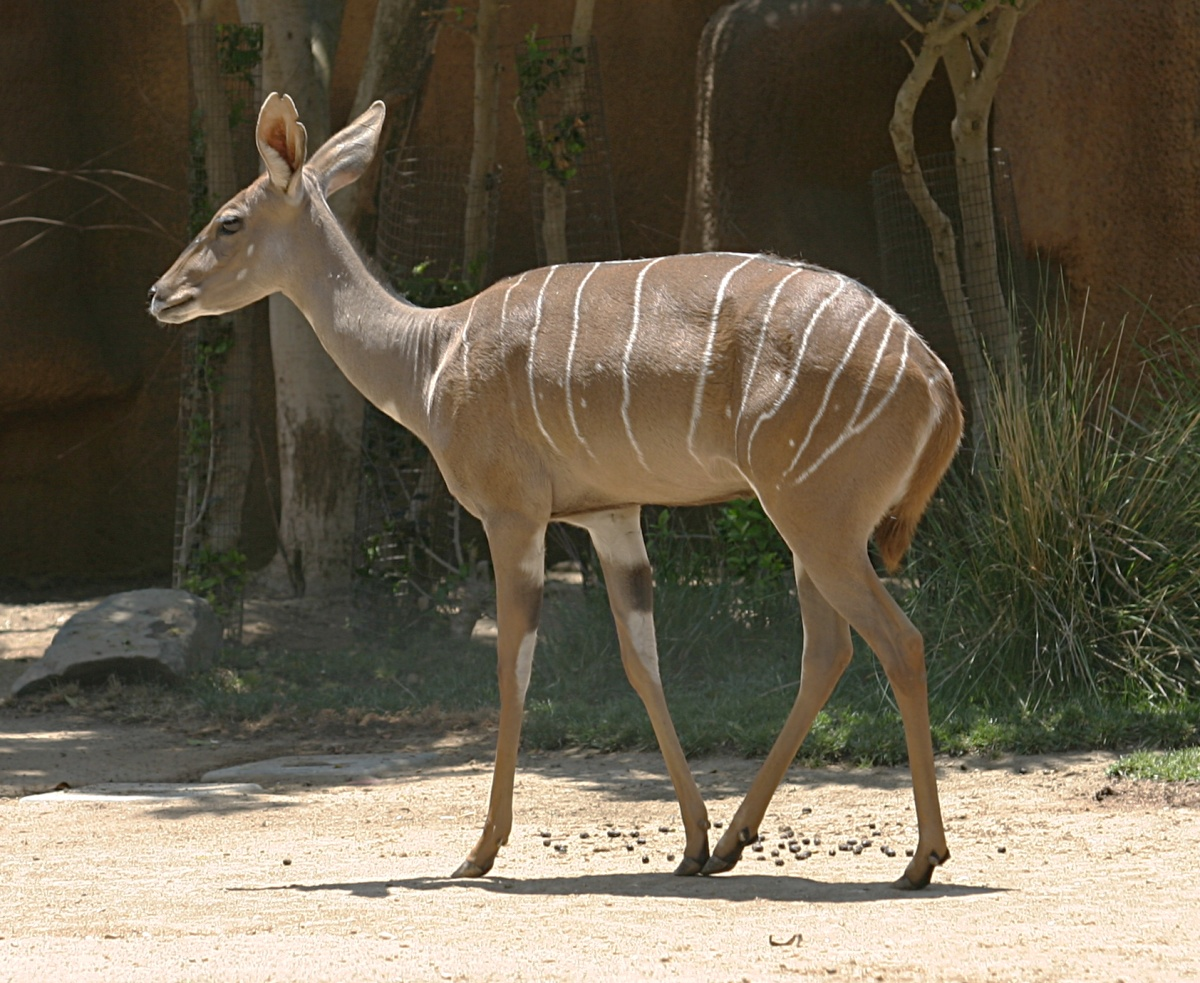
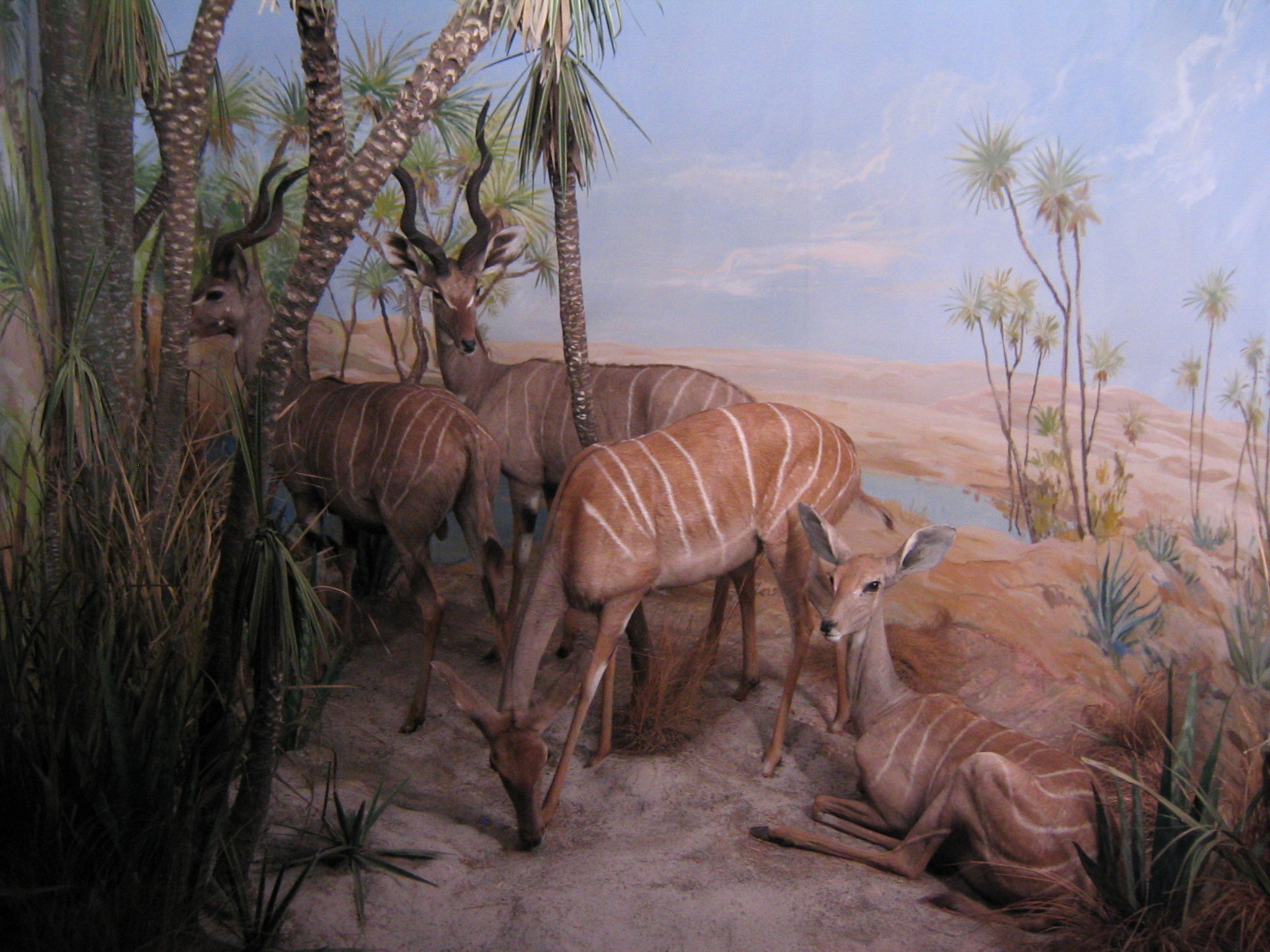